# Children of blood and bone: Solstenen
Children of blood and bone: Solstenen (engelska: Children of Blood and Bone) är en ungdomsroman i genren fantasy, skriven av författaren Tomi Adeyemi. Den gavs ut den 6 mars 2018 på engelska. Två dagar senare släpptes romanen i Sverige. Handlingen kretsar kring flickan Zélie som lever i Orïsha, styrt av en monark som har förbjudit all sorts magi i landet. Berättelsen utspelar sig i en miljö inspirerad av Västafrika. Boken har hamnat på The New York Times bestsellerlista för ungdomslitteratur och blev mycket omtalad i sociala medier.
En filmatisering är planerad av Fox 2000 som införskaffade rättigheterna innan boken släpptes.